# Долења вас (Дивача)
Долења вас (словен. Dolenja vas, итал. Villabassa di Senosecchia) је насељено место у општини Дивача, Обално-Крашка регија, Словенија.

## Историја
До територијалне реорганизације у Словенији била је у саставу старе општине Сежана.

## Становништво
У попису становништва из 2011. године, Долења вас је имала 163 становника.
| Број становника према пописима | Број становника према пописима | Број становника према пописима |
| ------------------------------ | ------------------------------ | ------------------------------ |
| 1991                           | 2002                           | 2011                           |
| 160                            | 159                            | 163                            |

## Галерија
- торањ
- улаз у насеље
- сеоски детаљ
- табла на улазу
- ветроелектрана